# Cine Víctor (Santa Cruz de Tenerife)
El cine Víctor, construido por el arquitecto José Enrique Marrero Regalado (1897-1956), promotor de la arquitectura de los cines de la isla de Tenerife (Canarias, España), fue inaugurado el 22 de abril de 1954 con la proyección de la película musical británica, Los cuentos de Hoffman, dirigida por Michael Powell y Emeric Pressburger.

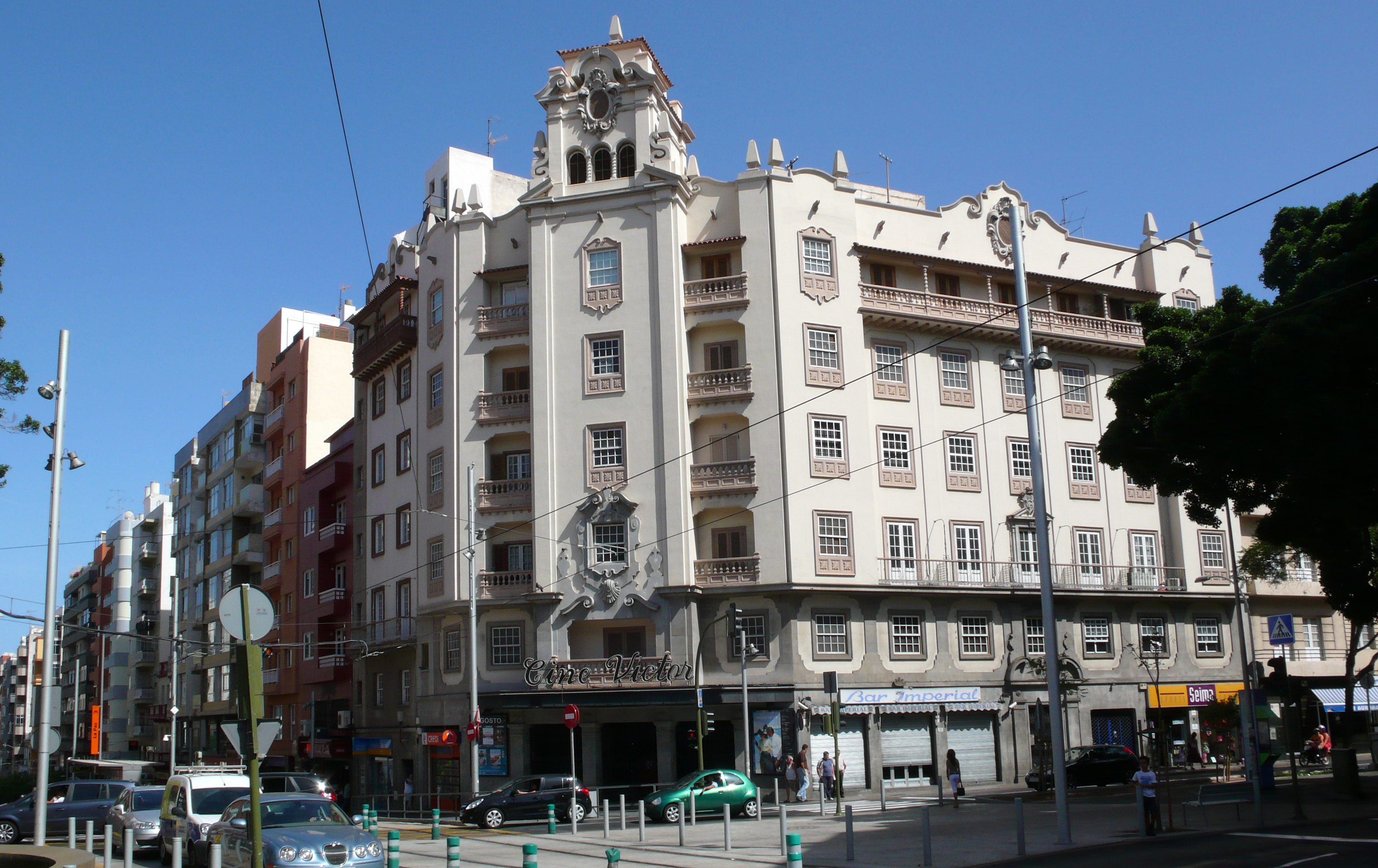
Fachada del Cine Víctor.

Marrero era buen conocedor de este tipo de construcciones, decoraba y diseñaba todos los detalles de sus obras. Con respecto a este edificio hay que destacar en su interior la relación tan cercana cine-espectador que intenta crear Marrero. La ornamentación está compuesta por mármoles, cortinas de terciopelo, herrajes dorados y una decoración de gran calidad.
El cine Víctor tiene capacidad para 550 butacas en la parte baja y 225 en la parte superior. Se encuentra situado en una de las esquinas de la Plaza de la Paz de Santa Cruz, en la que se impone su fachada.
En abril de 2002 el Cabildo de Tenerife alquila el edificio para desarrollar una programación estable, caracterizada por cine independiente en versión original subtítulo. Desde febrero de 2004, las proyecciones y actividades de Filmoteca Canaria en Tenerife se celebraron en este cine, como consecuencia de un acuerdo de colaboración entre la Consejería de Educación, Cultura y Deportes del Gobierno de Canarias y el Cabildo de Tenerife, a través de las empresas públicas Socaem (actualmente Canarias Cultura en Red) e Ideco, mediante alquiler a los propietarios del inmueble. 
El 31 de diciembre de 2008 finalizó el contrato de alquiler, que no fue renovado por el Cabildo Insular. Esta institución había construido el Tenerife Espacio de las Artes en octubre de ese año, por lo que decidió trasladar las proyecciones al salón de actos del nuevo edificio. La Filmoteca, por su parte, trasladó su actividad a una sala de los Cines Renoir Price. La decisión causó polémica, llegándose a crear una asociación en contra del cierre del cine. Actualmente existen empresarios y profesionales del sector audiovisual interesados en la explotación del mismo.
El edificio constituyó, hasta su cierre, el único cine de pantalla única en funcionamiento conservado en Canarias con una programación regular.

## Reapertura
En junio de 2013 la empresa E.F.T. Ocio S.L, gestora de otros cines en la isla como Multicines Puntalarga (en Candelaria), se hizo con el control del local y empezó las obras para volver a dar vida al que volverá a ser el único y más antiguo cine de una sola sala en funcionamiento conservado en  Canarias con una programación regular. El 1 de noviembre tuvo lugar la inauguración para invitados y al día siguiente volvió a abrir oficialmente sus puertas al público. 
Desafortunadamente, el 5 de febrero de 2025 fue cerrado nuevamente.